# Nikolaï Doukhov
Nikolaï Leonidovitch Doukhov  (en russe : Николай Леонидович Духов), né le 13 octobre 1904 (26 octobre dans le calendrier grégorien) et mort le 1er mai 1964, est un ingénieur soviétique spécialisé en automobiles, chars de combat et armes nucléaires.

## Biographie
Diplômé de l'institut polytechnique de Léningrad, il a notamment travaillé sur la série de chars Joseph Staline et sur le projet de bombe atomique soviétique.
Il est décoré du titre de Héros du travail socialiste, de l'Ordre de Lénine et du prix Staline.
Durant sa vie, il a travaillé sur beaucoup de projets et modernisation de char, comme les T-28, T-34, KV-1, KV-2, KV-4, IS-1, IS-2, IS-3 ou encore IS-4.